# William Anthony (USMC)
 (signalé en mai 2025).
Si vous disposez d'ouvrages ou d'articles de référence ou si vous connaissez des sites web de qualité traitant du thème abordé ici, merci de compléter l'article en donnant les références utiles à sa vérifiabilité et en les liant à la section « Notes et références ».
- Archive Wikiwix
- Bing
- Cairn
- DuckDuckGo
- E. Universalis
- Gallica
- Google
- G. Books
- G. News
- G. Scholar
- Persée
- Qwant
- (zh) Baidu
- (ru) Yandex
- (wd) trouver des œuvres sur Wikidata

Pour les articles homonymes, voir William Anthony et Anthony.
William Anthony (27 octobre 1853 - 24 novembre 1899) était un soldat de l'armée américaine et un marine du corps des Marines des États-Unis, qui a servi pendant la guerre hispano-américaine.

## Biographie
Né à Albany, dans l'État de New York, Anthony s'engage dans l'armée (US Army) le 1er février 1875 et effectue deux engagements de cinq ans avant de rejoindre le corps des Marines (US Marine Corps) à Brooklyn, New York, le 18 juillet 1885. Il a servi à terre (au chantier naval de New-York (New York Navy Yard) et sur l'eau (sur le croiseur blindé USS Brooklyn (ACR-3)) avant de prendre du service le 12 mai 1897, dans la garde maritime du cuirassé USS Maine (ACR-1).
Une explosion a secoué le Maine alors qu'il était à l'ancre dans le port de La Havane à Cuba dans la nuit du 15 février 1898. Alors que le navire commençait à se stabiliser, le soldat Anthony, qui était de quart à ce moment-là, s'est immédiatement dirigé vers la cabine du capitaine pour l'informer de l'événement. Dans l'obscurité, le Marine se heurta au capitaine de vaisseau (captain) Charles D. Sigsbee alors que ce dernier se dirigeait à tâtons vers l'écoutille extérieure de la superstructure. Anthony s'est excusé et a fait son rapport "que le navire a explosé et est en train de couler". Les deux hommes se sont ensuite dirigés ensemble vers le pont arrière.
La particularité de ce service rendu par le soldat Anthony ", raconta plus tard Sigsbee dans une lettre adressée à John D. Long, le Secrétaire de la Marine, " est que, dans une occasion où l'instinct d'un homme l'aurait conduit en sécurité à l'extérieur du navire, il s'est lancé dans la superstructure et vers la cabine, sans tenir compte du danger ". L'ancien capitaine du Maine recommanda alors que le Marine soit promu sergent (sergeant), ce qui fut fait le 14 avril 1898.
Anthony avait entre-temps rejoint la garde maritime du croiseur USS Detroit (C-10) le 5 mars 1898, et servit sur ce navire jusqu'à ce qu'il soit transféré à la Marine Barracks, au New York Navy Yard, le 10 septembre de la même année. À l'expiration de son engagement, Anthony a été libéré honorablement à New York le 26 juin 1899, avec le grade de sergent-major (sergeant major).
Anthony est décédé à New York le 24 novembre 1899, et a été enterré au cimetière Evergreens (Evergreens Cemetery) à Brooklyn cinq jours plus tard.

## Hommages
Deux navires ont été baptisés USS Anthony en son honneur.

## Source
- (en) Cet article est partiellement ou en totalité issu de l’article de Wikipédia en anglais intitulé « William Anthony (USMC) » (voir la liste des auteurs).